# Ахмед, Маудуд
Маудуд Ахмед, также Моудуд Ахмед (бенг. মওদুদ আহমেদ; 24 мая 1940, Ноакхали, Британская Индия — 16 марта 2021, Newton, Центральный регион) — бангладешский юрист и правозащитник, государственный и политический деятель; премьер-министр Бангладеш в 1988—1989 годах и вице-президент страны в 1989—1990 годах.

## Биография и карьера
Родился в 1940 году в Бенгальском президентстве Британской Индии. Его отец был суфийским теологом и имамом одной из общин Дакки.
Маудуд Ахмед получил образование в Даккском университете, был удостоен степеней бакалавра и магистра в области политологии. Продолжив в Великобритании образование в юридическом профиле, Ахмед был в 1966 году удостоен квалификации барристера и причислен к лондонской юридической корпорации Линкольнс-Инн.
В период учёбы в Великобритании, Ахмед активно участвовал в движении среди студентов восточного Пакистана за независимость Восточной Бенгалии (ныне Бангладеш). Вернувшись на родину, После возвращения в Дакку, он присоединился к группе юристов, защищавших шейха Муджибура Рахмана в ходе судебного разбирательства по Agartala Conspiracy Case в 1968 году. Он также входил в бенгальскую делегация во главе с Муджибуром Рахманом на переговорах с фельдмаршалом Айюб Ханом в Равалпинди в 1969 году. Активно участвовал в событиях, приведших к обретению Бангладеш независимости, в частности, участвовал в отделе пропаганды временного правительства Бангладеш в Калькутте во время войны за независимость Бангладеш 1971 года, организовывал акции и митинги для освещения геноцида в Бангладеш, устроенного пакистанскими войсками, как на Индийском полуострове, так и за границей, в Лондоне.
После достижения независимости Бангладеш, стал одним из ведущих барристеров страны. Среди его подзащитных были известные бизнесмены, в частности, Азиз Мохаммад Бхай, а впоследствии и ряд деятелей оппозиции, подавляемой «Авами лиг» во главе с Муджибуром Рахманом после его прихода к власти. В марте 1974 года Маудуд Ахмед был одним из основателей Комитета по гражданским свободам и правовой помощи, созданного для защиты оппозиционных политиков и представителей гражданского общества от репрессий правительства, став его генеральным секретарём. Правозащитная деятельность привела к аресту Ахмеда и его заключению в тюрьму по приказу шейха Муджиба в декабре 1974 года, однако позже он был освобождён.
В конце 1970-х годов Ахмед вновь возвращается в политику по приглашению президента-диктатора Бангладеш, генерала Зиаура Рахмана и становится его советником. В 1977—1979 годах он занимал пост вице-премьера и министра энергетики, однако позднее был уволен с этого поста из-за конфликта с назначенным премьер-министром Азизуром Рахманом. В 1979 году он был впервые избран в парламент от националистической партии Бангладеш (НПБ).
В 1985 году присоединился к недавно сформированной партии «Джатья», возглавлявшейся генералом Эршадом. Он был вновь назначен на пост вице-премьера, возглавляя при этом министерства промышленности и связи. С 1986 года вице-премьер и министр промышленности.
В 1988 году президент Эршад ставит его во главе кабинета министров. В течение года на посту премьер-министра М. Ахмед курировал операции по оказанию помощи пострадавшим во время катастрофического наводнения 1988 года, а также участвовал в переговорах с несколькими западными лидерами в лондонской резиденции Маргарет Тэтчер. В 1989 году на посту премьера его сменил Кази Зафар Ахмед, сам же он был повышен до поста вице-президента Бангладеш. В декабре 1990 года, при смещении Эршада Шахабуддином Ахмедом, М. Ахмед уходит в отставку, вскоре после этого попав вместе с Эршадом под арест.
В 1996 году, ещё находясь в тюрьме, получает от Халеды Зия предложение вернуться к НПБ и выигрывает в очередной раз парламентские выборы. В 2001 году в пятый раз переизбирается в парламент и получает назначение на пост министра юстиции, права и парламентских дел, на котором пребывает до 2006 года.
В 2007 году Ахмед попадает под очередной арест по обвинению в незаконном хранении алкоголя, однако дело было прекращено в Верховном суде в 2008 году, после чего Ахмед вновь был переизбран в парламент, оставаясь одним из лидеров и членом центрального комитета НПБ.

## Смерть
30 декабря 2020 года Ахмед был госпитализирован в Дакке из-за снижения уровня гемоглобина, в результате чего у него случился инсульт. Несколько недель спустя ему имплантировали кардиостимулятор.
Ахмед был госпитализирован из-за застойных явлений в лёгких и почечными осложнениями в Сингапуре 1 февраля 2021 года. Он умер спустя месяц, 16 марта, в возрасте 80 лет.
12 марта 2022 года жена Ахмеда, Хасна Джасимуддин Мудуд, заявила, что Ахмед был убит.